# Santa Cruz Teotilálpam
Santa Cruz Teotilálpam es una comunidad en el Municipio de San Andrés Teotilálpam en el estado de Oaxaca. Santa Cruz Teotilálpam está a 1368 metros de altitud. 

## Geografía
Está ubicada a 17° 34' 27.48" latitud norte y 96° 24' 47.16" longitud oeste.

## Población
Según el censo de población de INEGI del 2010: la comunidad cuenta con una población total de 451 habitantes, de los cuales 249 son mujeres y 202 son hombres. Del total de la población 157 personas hablan alguna lengua indígena.

## Ocupación
El total de la población económicamente activa es de 101 habitantes, de los cuales 82 son hombres y 19 son mujeres.